# 워리어스 FC
워리어스 FC(Warriors F.C.)는 싱가포르의 축구 클럽이다. 2013년 1월 20일까지는 싱가포르 암드 포스 축구 클럽(Singapore Armed Forces Football Club, SAFFC)이라는 이름으로 참가했다.
S리그에 참가한 이래 1997, 1998, 2000, 2002, 2006, 2007, 2008, 그리고 2009 시즌 우승을 차지했다. 클럽의 애칭은 "워리어"이고, 마스코트는 코뿔소이다.

## 역사
싱가포르 군인 스포츠 협회 (SAFSA) 축구팀으로 창단하여 1975년부터 1995년까지 싱가포르 리그에 참가하였다. 1996년 S리그 출범에 맞춰 독립적인 축구 클럽으로 재창단하였다. 현재는 어떠한 선수도 제약없이 등록 할 수 있다.
2009년 싱가포르 클럽 최초로 AFC 챔피언스리그에 출전했지만 같은 조에 속해있던 수원 삼성 블루윙즈, 가시마 앤틀러스, 상하이 선화와 같은 쟁쟁한 클럽에 밀려 1무 5패로 조별 예선에서 탈락하고 말았다.

## 우승 기록
- 싱가포르 프리미어리그
  - 우승 : 1997, 1998, 2000, 2002, 2006, 2007, 2008, 2009
  - 준우승 : 1996, 1999, 2001, 2005

- 싱가포르 컵
  - 우승 : 1997, 1999, 2007, 2008
  - 준우승 : 1998, 2000

- 싱가포르 리그 컵
  - 준우승 : 2009

- 싱가포르 FA 컵
  - 우승 : 1997